# Triaenobunus cornutus
Triaenobunus cornutus is een hooiwagen uit de familie Triaenonychidae.